# Ludovico Ariosto

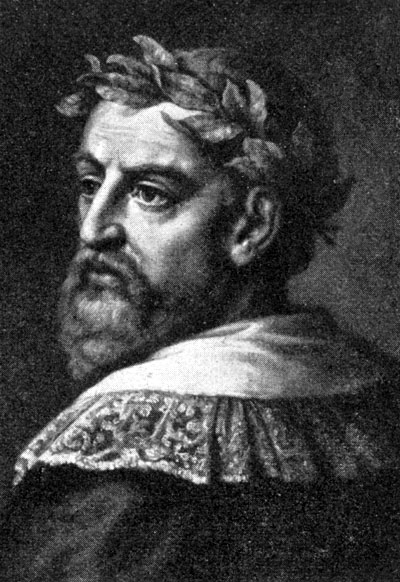
Ludovico Ariosto

Ludovico Ariosto (n. 8 septembrie 1474, Reggio Emilia, Italia – d. 6 iulie 1533, Ferrara, Statele Papale) a fost un poet italian din epoca Renașterii, cunoscut mai ales ca autor al poemului eroic "Orlando furioso" (1516).

## Viața și opera
Ludovico Ariosto s-a născut pe 8 septembrie 1474 în Reggio Emilia, fiu al Dariei Malaguzzi Valeri și al contelui Niccolò Ariosto, căpitan al castelului din acel oraș. Familia se mută în 1481 la Rovigo, unde tatăl a devenit comandant de garnizoană la curtea ducelui d'Este, apoi în 1484 la Ferrara. În timp ce Italia era zdruncinată de războaiele dintre Franța și Spania purtate prin provinciile ei, Ferrara reprezenta o zonă de stabilitate.
Între 1489 și 1494, Ariosto a studiat dreptul la Universitatea din Ferrara, în același timp a intrat în contact cu diverși literați și umaniști, ca Ercole Strozzi sau Pietro Bembo, cel ce avea să ajungă mai târziu cardinal și exeget al lui Petrarca. A abandonat studiul jurisprudenței și s-a dedicat literaturii latine, începând să scrie versuri, fie în latină, cu caracter liric amoros sau elegiac, " De diversis amoribus", "De laudibus Sophiae ad Herculem Ferrariae ducem primum", fie în italiană, "Rime" (publicate postum în 1546).
În 1502, Ariosto a devenit căpitan al castelului din Canossa și a intrat în serviciul cardinalului Ippolito d'Este, pentru care a scris și a pus în scenă primele piese de teatru ale literaturii italiene, în majoritate comedii ("La cassaria", 1508 sau "I suppositi" 1509 - reprezentată mai târziu în 1519 la Roma cu decoruri executate de Rafael în prezența Papei Leon al X-lea).

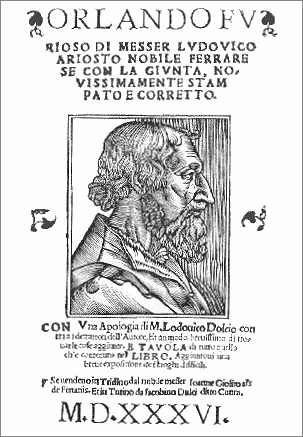
Orlando furioso, ediție din 1536

În anul 1516 a apărut prima ediție a operei sale majore, "Orlando furioso", considerată continuarea poemului epic "Orlando Innamorato" (1487) a poetului Boiardo, pe teme eroice și cavalerești din timpul lui Carol cel Mare în luptă cu Sarazinii, arabi din peninsula Iberică, având ca erou principal pe cavalerul Roland (în italiană "Orlando"). Poemul este scris în versuri "octaverine", fiecare strofă constând din opt versuri endicasilabice rimând între ele. Este considerat cea mai frumoasă operă în genul poemului eroic din câte au fost scrise și, de la prima sa apariție, s-a răspândit rapid în toată Europa, exercitând o puternică influență asupra dezvoltării literaturii Renașterii.
În criză financiară, a acceptat în 1521 din partea ducelui Alfonso din Ferrara o slujbă administrativă într-o regiune muntoasă sălbatică din Garfagnana, unde a rămas până în 1525. Întors la Ferrara, a fost chemat să facă parte din "Maestrato dei Savi" ("Consiliul înțelepților") și a fost numit supraintendent al spectacolelor de la curtea ducală. În 1528 a scris o nouă comedie, "Lena", și l-a însoțit pe ducele Alfonso în escorta de onoare a împăratului Carol Quintul, în trecere prin Modena. 
Ariosto a petrecut ultimii ani ai vieții în vila sa din "Mirasole", lucrând la revizuirea poemului "Orlando furioso", a cărui ediție definitivă a apărut  în 1532. Îmbolnăvit de enterită, a murit pe 6 iulie 1533. În 1809 a fost reînhumat în sala mare a Bibliotecii "Ariostea" din Ferrara.